# مهندسی نما
مهندسی نما (به انگلیسی: Facade engineering) به مجموعه‌ خدماتی که مشاورین نما یا پیمانکاران نما ارائه می‌دهند گفته می‌شود.

## مقدمه
نمای ساختمان‌ها یکی از بزرگترین و مهم‌ترین عناصر زیبایی شناسانه و فنی یک ساختمان به حساب می‌آیند. مهندسی نما، هنر و علم حل نمودن موضوعات زیبایی شناسانه، شرایط محیطی و سازه ای برای دستیابی به پوسته ای تأثیرگذار برای ساختمان است. با بزرگتر شدن و پیچیده‌تر شدن فرم‌های معماری شاخه جدیدی تحت نام «مهندسی نما» شکل گرفت که نیازمند دانش کافی در حوزه سازه، انرژی، دیتیل‌های اجرایی و معماری است. به کلیه کارهایی که انتظار می‌رود یک مشاور نما یا پیمانکار نما از مرحله شروع قرارداد نمای ساختمان تا هنگام نصب انجام دهد از جمله دیتیل دیزاین، محاسبات سازه الحاقی، حل دیتیل‌های آب‌بندی و تعمیرات و شاپ کردن نقشه‌ها و تهیه نقشه‌های برش مصالح و نصب مهندسی نما می‌گویند.
مهندسین نما باید جنبه‌های مختلفی از قبیل طراحی، ساخت و نصب المان‌های نما با توجه به عملکرد مصالح، ظاهر، زیبایی، رفتار سازه ای، آب و هوا، ایمنی، امنیت، نگهداری بعد از ساخت و قابلیت ساخته شدن را در نظر بگیرند. این مجموعه از مهارت‌ها می‌تواند شامل مسائل مربوط به دینامیک سیالات محاسباتی(CFD)، انتقال حرارت از طریق سازه‌های دو و سه بعدی، رفتار مواد، روش‌های تولید، مهندسی ساخت و ساز و تدارکات نیز شود.
بر اساس تعریف انجمن مهندسان نما ()، مهندسی نما هنر حل مسائل زیبایی‌شناسی، محیطی و سازه ای به منظور ایجاد یک فضای قابل سکونت است. تعاریف معتبر بسیار زیاد دیگری نیز علاوه بر این تعریف وجود دارند، اما نکته اصلی در اینجا تأکید بر این ویژگیست که مهندسی نما مانند پلی میان سه حوزه مرسوم و سنتی معماری، سازه، و خدمات عمل می‌کند.

## چرا مهندسی نما از مشاور مادر خواسته نمی‌شود؟
با گذشت زمان، مهارت‌های تخصصی مورد نیاز در این بخش از توانایی معماران، مهندسان عمران و مهندسی مکانیک فراتر رفته‌است، زیرا ساختمان‌هایی با پیچیدگی و جزئیات منحصر به فرد و تخصصی بسیاری ساخته شده‌اند؛ لذا برای حل کردن مسائل نما مشاور بایستی تعداد زیادی متخصص حوزه نما با تحصیلات و تجربیات متفاوت را کنار هم جمع کند که به صرفه نیست و عملاً شرکت تبدیل به مشاور تخصصی نما خواهد شد؛ لذا این خدمات از پیمانکاران نما یا مشاورین تخصصی نما خواسته می‌شود.

## اهمیت مهندسی نما
نمای ساختمان‌ها یکی از گران‌ترین و از عناصر بالقوه ریسک و شکست در هر پروژه بزرگ محسوب می‌شود. از نظر تاریخی، نماهای ساختمانی دارای بیشترین اولویت برای به روز رسانی و تطابق با محیط اطراف جهت بهبود عملکرد حرارتی و جلوگیری از هدر رفت انرژی می‌باشند. در حقیقت مهندسی نما به عنوان دانشی مستقل در حیطه ساختمان و معماری مطرح شده‌است.
بینشی را که در یک ارکستر موسیقی حکمفرماست را در رابطه با موضوع نما و پوسته‌های ساختمانی می‌توان تعمیم داد و آن اینست که توجه صرف به اجزای نمادین و ظاهری نمی‌تواند تضمین‌کننده کیفیت و موفقیت یک پروژه نما باشد. هزینه‌های گزاف برای تأمین متریال‌های گران‌قیمت همانند توجه یک جانبه به شهرت نوازندگان جلوی صف، و نادیده گرفتن مسائل سازه ای و فیزیک ساختمان مانند بی‌اهمیت انگاشتن کیفیت سازهای موجود در یک ارکستر و هماهنگی و هارمونی آن‌ها با یکدیگر و با فضای قطعه می‌باشد. تنها در صورت توجه به تمامی این موارد است که می‌توان شکوه و قدرت اجرای یک ارکستر موسیقی را شاهد بود

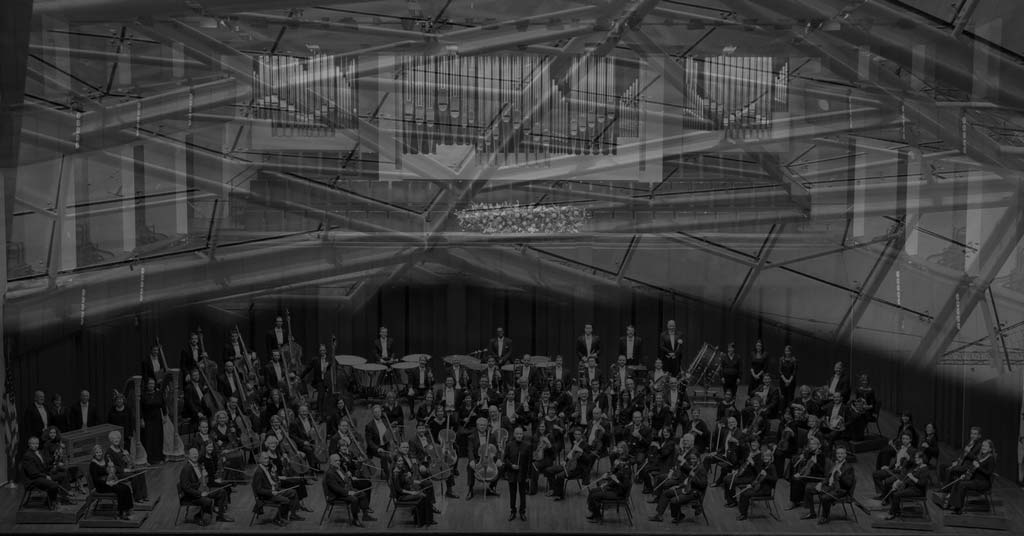
مقایسه ارکسترا و اداره یک پروژه نما

## شبیه‌سازی و ابزارها
مهندسین نما از ابزارهای متفاوتی برای کار خود بهره می‌برند. استفاده از اکوسیستم‌های BIM استخوان بندی ابزارها است. همچنین نرم‌افزارهای جانبی متفاوتی مانند مانند اکوتک، Sap2000 جهت محاسبات سازه، Autodesk CFD simulation جهت محاسبات جریان هوا و تهویه استفاده می‌گردد.

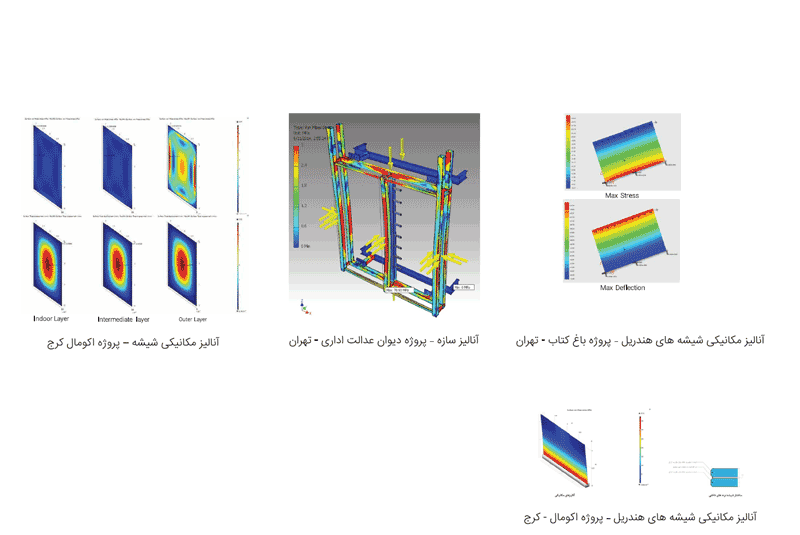
نمونه تحلیل ساختار شیشه نما و سازه الحاقی با روش تحلیل اجزا محدود